# Brännträsket (Sorsele socken, Lappland)
Brännträsket är en sjö i Sorsele kommun i Lappland och ingår i Skellefteälvens huvudavrinningsområde. Sjön har en area på 0,229 kvadratkilometer och ligger 423 meter över havet. Sjön avvattnas av vattendraget Lobbelbäcken.

## Delavrinningsområde
Brännträsket ingår i det delavrinningsområde (727086-161148) som SMHI kallar för Namn saknas. Medelhöjden är 427 meter över havet och ytan är 7,1 kvadratkilometer. Det finns ett avrinningsområde uppströms, och räknas det in blir den ackumulerade arean 13,38 kvadratkilometer. Lobbelbäcken som avvattnar avrinningsområdet har biflödesordning 2, vilket innebär att vattnet flödar genom totalt 2 vattendrag innan det når havet efter 188 kilometer. Avrinningsområdet består mestadels av skog (26 procent) och sankmarker (70 procent). Avrinningsområdet har 0,23 kvadratkilometer vattenytor vilket ger det en sjöprocent på 3,3 procent.